# Bågskytte vid olympiska sommarspelen 2008
Bågskytte vid olympiska sommarspelen 2008 hölls vid Bågskyttestadion i Olympiaparken i Peking, och pågick mellan den 9 och 15 augusti 2008.
'

## Svenska deltagare
- Magnus Petersson

## Medaljtabell
| Medaljfördelning |           |      |        |       |        |
| Placering        | Nation    | Guld | Silver | Brons | Totalt |
| 1                | Sydkorea  | 2    | 2      | 1     | 5      |
| 2                | Kina      | 1    | 1      | 1     | 3      |
| 3                | Ukraina   | 1    | 0      | 0     | 1      |
| 4                | Italien   | 0    | 1      | 0     | 1      |
| 6                | Frankrike | 0    | 0      | 1     | 1      |
| 6                | Ryssland  | 0    | 0      | 1     | 1      |

## Program
| Datum      | Tid   | Gren                 | Omgång             |
| ---------- | ----- | -------------------- | ------------------ |
| 2008-08-09 | 12:00 | Damer: Individuellt  | Rankingomgång      |
| 2008-08-09 | 15:30 | Herrar: Individuellt | Rankingomgång      |
| 2008-08-10 | 10:00 | Damer: Lag           | Åttondelsfinal 1-4 |
| 2008-08-10 | 10:25 | Damer: Lag           | Åttondelsfinal 5-8 |
| 2008-08-10 | 10:50 | Damer: Lag           | Kvartsfinal 1      |
| 2008-08-10 | 11:15 | Damer: Lag           | Kvartsfinal 2      |
| 2008-08-10 | 11:40 | Damer: Lag           | Kvartsfinal 3      |
| 2008-08-10 | 12:05 | Damer: Lag           | Kvartsfinal 4      |
| 2008-08-10 | 16:00 | Damer: Lag           | Semifinal 1        |
| 2008-08-10 | 16:25 | Damer: Lag           | Semifinal 2        |
| 2008-08-10 | 16:55 | Damer: Lag           | Brons-match        |
| 2008-08-10 | 17:25 | Damer: Lag           | FINAL              |
| 2008-08-10 | 17:55 | Prisutdelning        | Prisutdelning      |

## Resultat
| Klass                           | Guld                                               | Silver                                             | Brons                                                     |
| Individuellt herrar Detaljer... | Viktor Ruban (UKR)                                 | Park Kyung-Mo (KOR)                                | Bair Badenov (RUS)                                        |
| Individuellt damer Detaljer...  | Zhang Juanjuan (CHN)                               | Park Sung-Hyun (KOR)                               | Yun Ok-Hee (KOR)                                          |
| Lag herrar Detaljer...          | Sydkorea Im Dong-Hyun Lee Chang-Hwan Park Kyung-Mo | Italien Mauro Nespoli Marco Galiazzo Ilario Di Buò | Kina Jiang Lin Li Wenquan Xue Hai Feng                    |
| Lag damer Detaljer...           | Sydkorea Park Sung-Hyun Yun Ok-Hee Joo Hyun-Jung   | Kina Zhang Juanjuan Chen Ling Guo Dan              | Frankrike Virginie Arnold Sophie Dodemont Bérangère Schuh |

- Wikimedia Commons har media som rör Bågskytte vid olympiska sommarspelen 2008.